# Ted Nealon
Edward Nealon (genannt Ted Nealon; * 24. November 1929 in Aclare, County Sligo; † 28. Januar 2014 im County Sligo) war ein irischer Journalist und Politiker der Fine Gael.

## Biografie
Nealon wuchs als Halbwaise auf und war später als Journalist, zunächst bei The Monaghan Argus, schließlich bei The Irish Press und Sunday Review tätig. Er wechselte zum Fernsehen und machte bei Raidió Teilifís Éireann (RTÉ) als Moderator auf sich aufmerksam, als er bei den Wahlen zum Dáil Éireann 1973 die Ergebnisse durch Computereinsatz präsentierte. Seit 1967 war er mit Josephine Loughnane verheiratet, mit der er einen Sohn und eine Tochter hatte.
Sein erster Versuch, in Dublin für einen Sitz des Dáil Éireann zu kandidieren, scheiterte. Bei den Wahlen 1981 war er hingegen im Wahlkreis Sligo−Leitrim erfolgreich und konnte den Sitz bis 1997 verteidigen.
Der Taoiseach Garret FitzGerald ernannte Nealon am 30. Juni 1981 zum Staatsminister für die Entwicklung der westlichen Landesteil im Landwirtschaftsministerium. Mit dem Regierungswechsel endete dieses Amt bereits am 9. März 1982. In der Regierung FitzGerald II wurde er am 16. Dezember 1982 zum Staatsminister beim Taoiseach für Kunst und Kultur ernannt. Zusätzlich ernannte ihn FitzGerald zum Staatsminister für den Rundfunk im Postministerium am 18. Februar 1983. Durch die Aufteilung des Postministeriums wurde die Aufgabe am 2. Januar dem Kommunikationsministerium zugewiesen. Nach dem Ende der Regierung musste auch Nealon seinen Posten am 10. März 1987 abgeben.
Nealon trat bei den Wahlen 1997 nicht mehr an.

## Werke
- Ted Nealon (Hrsg.): (The Irish Times) Nealon’s Guide to Dáil and Seanad, Dublin: Gill & Macmillan

## Quelle
- Eintrag auf der Homepage des Oireachtas